# Resolução 148 do Conselho de Segurança das Nações Unidas
Resolução 148 do Conselho de Segurança das Nações Unidas, foi aprovada em 23 de agosto de 1960, após análise do pedido do Níger para ser membro da Organização das Nações Unidas, o Conselho recomendou à Assembleia Geral que o Níger deve ser admitido.
Foi aprovada por unanimidade.